# 国宝・彦根城築城400年祭
国宝・彦根城築城400年祭（こくほう・ひこねじょうちくじょうよんひゃくねんさい）は、滋賀県彦根市で開催された記念行事。

## 主旨
1607年（慶長12年）の彦根城天守閣完成から、2007年（平成19年）は400年目にあたり、彦根市が記念行事を企画・策定。

## プレ・イベント
- 築城400年祭分校 - 2006年10・11月 講師 - 永六輔・藤野真紀子・松平定知・諸田玲子・セーラ・マリ・カミングス
- HIKONE光の祝祭「ひこね夢灯路」 - 2006年11月15日 - 12月31日

## キャラクターとテーマ
- キャラクター - ひこにゃん
- テーマ - 彦根城築城400年祭を全国に向けてPRし、国際交流・国内各地域との連携・交流を促進する。

## 主なイベント
- 彦根城ブライダル・井伊家三十五万石大名庭園で結婚式 - 2007年3月24日〜4月1日
- HANA&千人茶会 - 2007年5月27日・10月6日
- 彦根サウンドラリー2007 - 2007年8月31日・9月16日・10月19日・10月29日
- 佐和山城模擬天守 (佐和山一夜城復元プロジェクト) -  2007年9月1日〜9月16日
- 日韓交流フェスタ in 彦根 - 2007年10月6日〜10月8日